# Артс, Хендрик
Хендрик Артс (нидерл. Hendrick Aerts, Hendrick Aertsz, Henricus Arijssel, Hendrik Arts, Henricus A. Rijssel; между 1565 и 1575, Мехелен — январь 1603, Данциг) — нидерландский рисовальщик и живописец. Мастер архитектурных пейзажей.

## Биография
О жизни художника известно крайне мало. Предполагалось, что его семья происходит из Лилля, который на предполагаемое время его рождения был частью Южных Нидерландов. Недавнее исследование, в частности, проведённое Бернаром М. Верме, поставило под сомнение прежние предположения о жизни художника, и теперь допускается, что Артс является уроженцем Мехелена. Верме также предположил, что явное влияние работ фламандского архитектора Ганса Вредемана де Вриса, вероятно, связано с тем, что Артс был учеником Вредемана де Вриса (либо его сына Пауля). Обучение, вероятно, имело место, когда отец и сын Врис и Хендрик Артс в период с 1592 по 1595 год проживали в Данциге. Затем Артс сопровождал Вредемана де Вриса и его сына в Прагу, где с 1596 по 1599 год работал его помощником в украшении интерьеров и росписи плафонов замка императора Рудольфа II.
С 1599 года Артс мог вернуться в Данциг, где он, вероятно, умер в 1603 году.
Сохранилось всего несколько картин Хендрика Артса. Самая ранняя надёжная работа датирована 1600 годом, а последняя — 1602 годом.
Как и его предполагаемый учитель Вредеман де Врис, Артс писал исключительно фантастические картины воображаемых роскошных дворцов и церковных интерьеров, в которых человеческие фигуры часто представляют собой аллегории либо являются простым стаффажем.

## Галерея

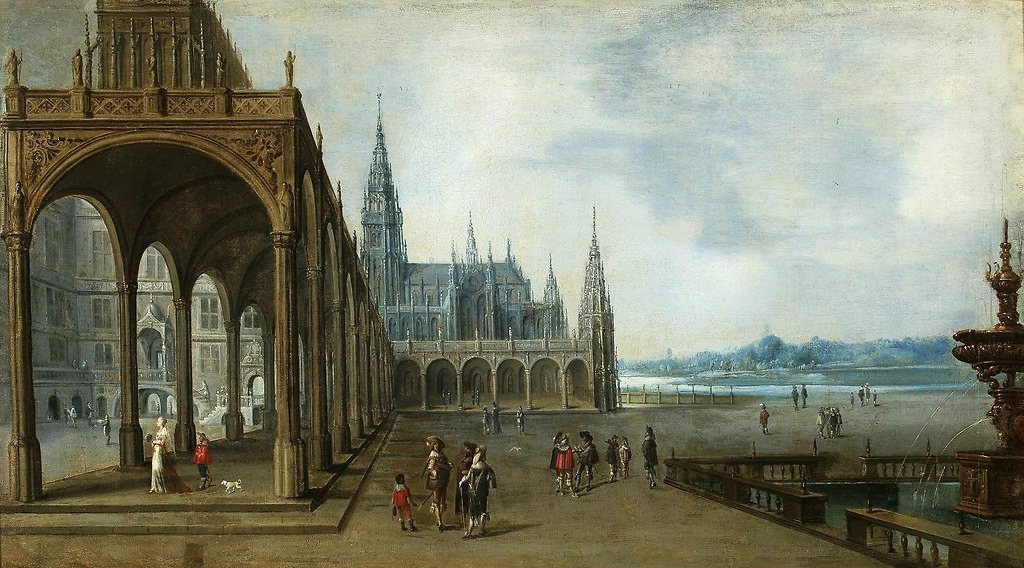
Воображаемая архитектура с готической церковью. Ок. 1602. Дерево, масло. Национальный музей, Варшава
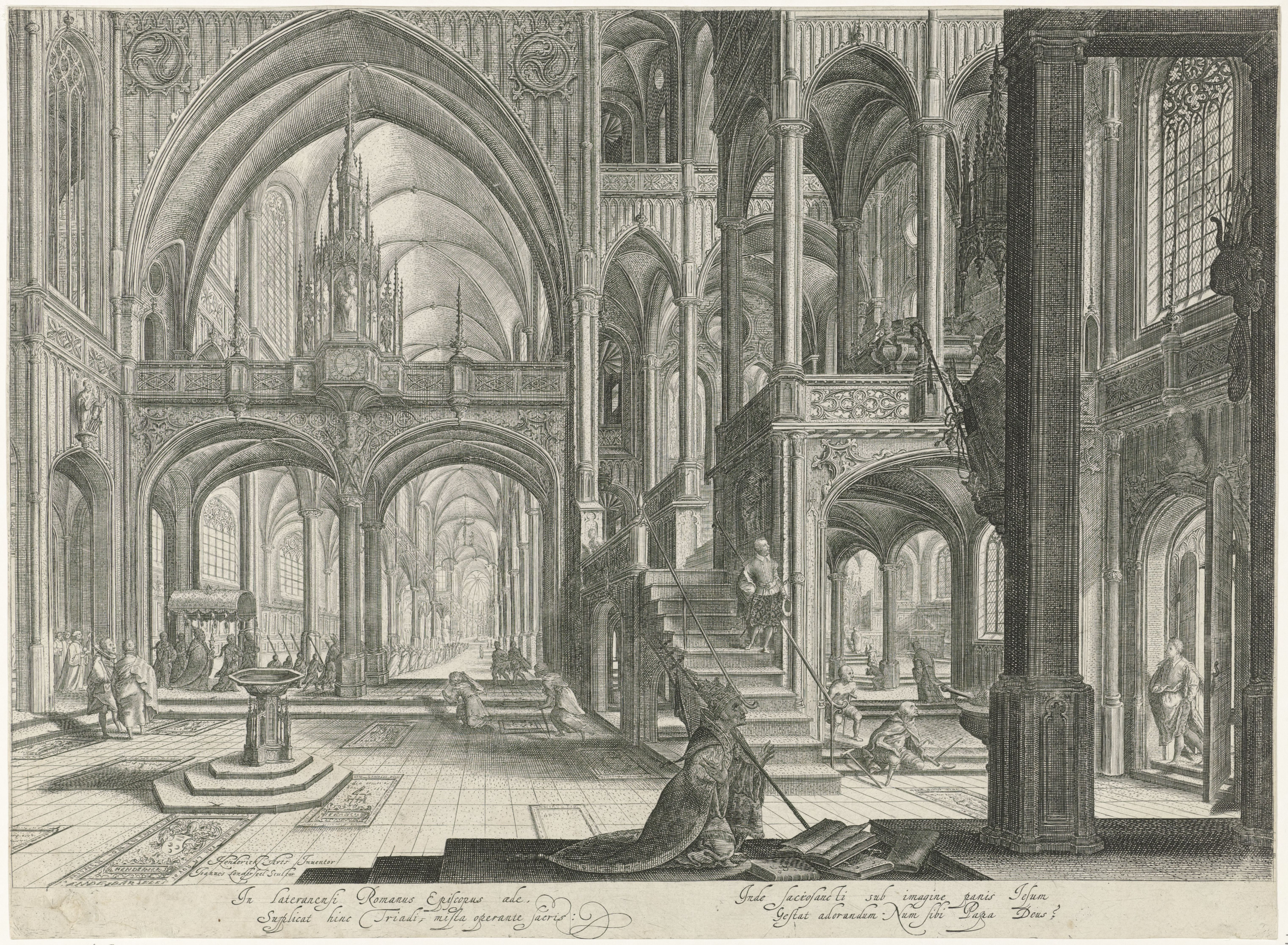
Интперьер базилики Сан-Джованни-ин-Латерано в Риме. Между 1580 и 1625. Офорт Я. Ван Лондерселя по картине Х. Артсена. Рейксмюсеум, Амстердам
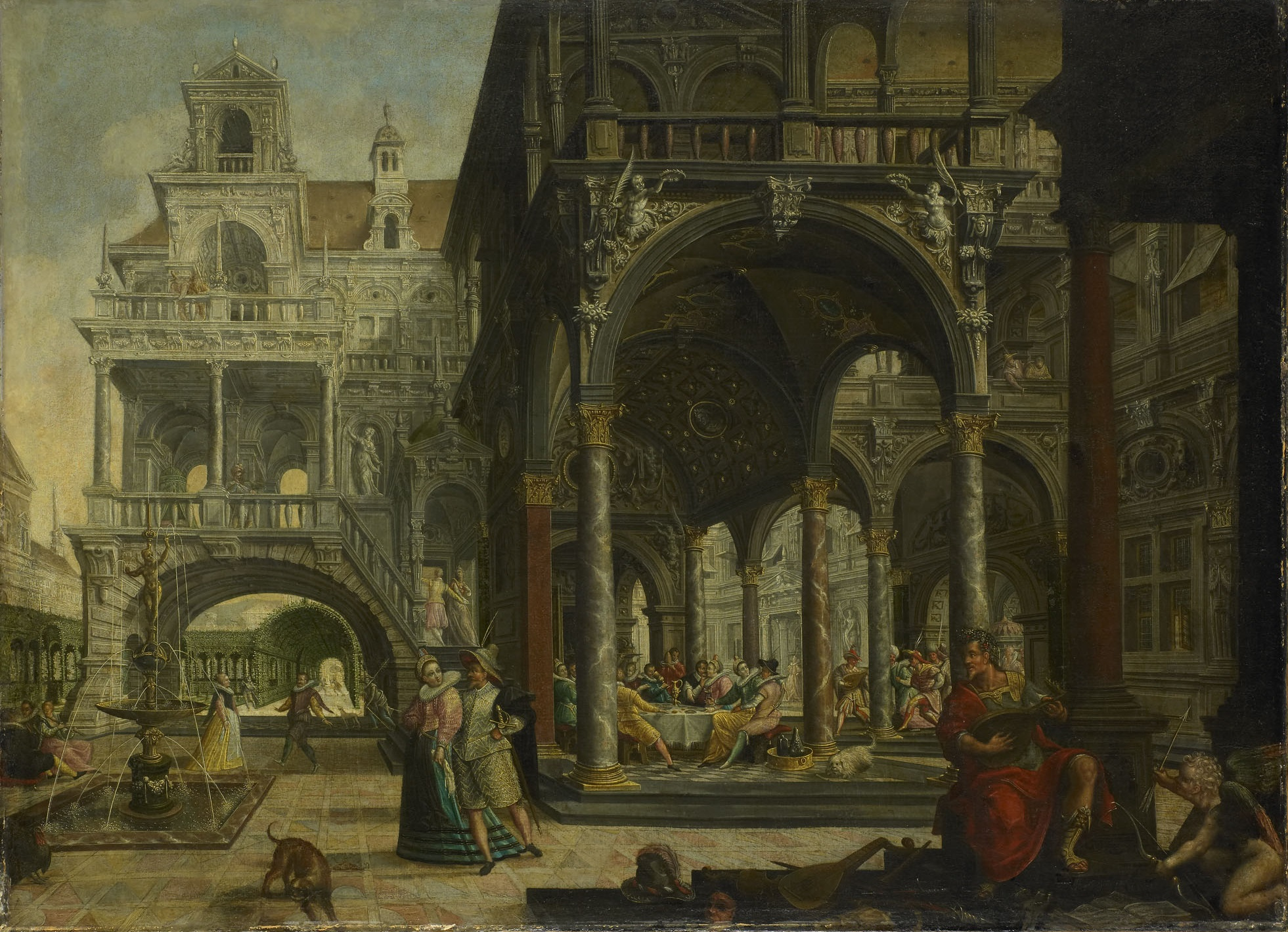
Аллегория любви и молодости. 1602. Холст, масло. Рейксмюсеум, Амстердам
Аллегория смерти. Уцелевший фрагмент картины. Холст, масло. Музей Бредеро, Амстердам (атрибуция Б. М. Верме)
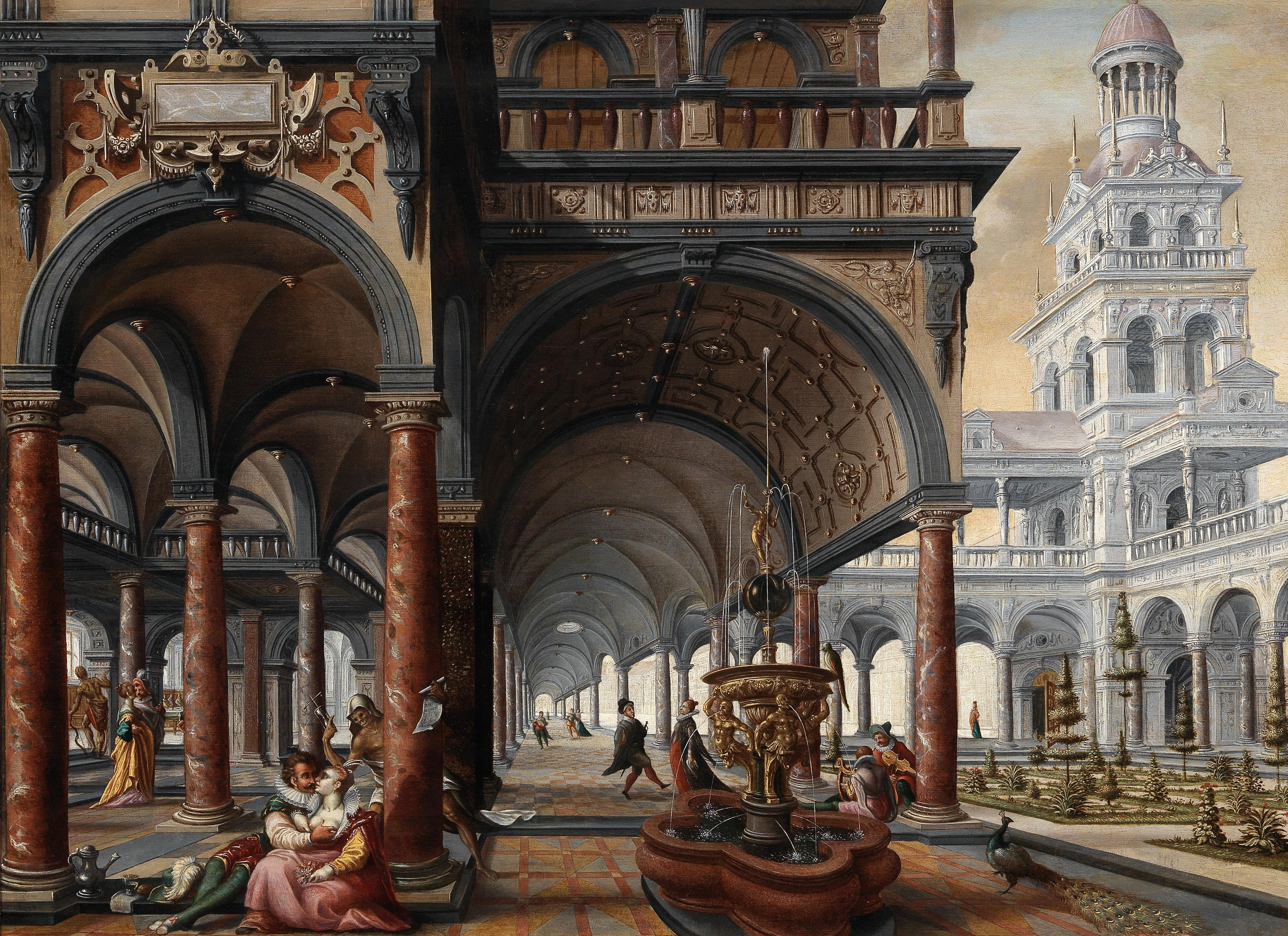
Аллегория любви и смерти. Дерево, масло. Частное собрание